# Nike Mag
Nike MAG，又称回到未来，是耐克公司推出的限量版运动鞋。它是电影《回到未来续集》中出现的鞋子的复制款。Nike Mag最初于2011年发售，并于2016年再次发售。两次发售的数量都是有限的。2011年发售的限量为1510双，而2016年发售的限量为89双。

## 设计背景
电影三部曲中的第一部《回到未来》获得了票房成功。 1989年，耐克公司的设计师廷克·哈特菲尔德被要求为该系列第二部设计一款鞋，电影设定在未来的2015年。这双鞋的特点包括发光面板和自扣式鞋带。

## 重新设计
15年后，一份要求复刻鞋子的在线请愿书引起了廷克·哈特菲尔德的注意。他和鞋类设计者Tiffany Beers（Nike Kyrie运动鞋系列的设计师）进行了大约6年的重新设计，重新启动大约3次。经过数千小时的工作，完成了Marty McFly所穿的1989年Nike MAG的复制品。这款鞋采用电致发光外底、太空材料和可重复使用3,000小时的内置充电电池。它是耐克制造的第一双可充电鞋。动力鞋带是电影中鞋子的一个突出特点，但没有出现，耐克发布了一份声明，称他们“从电影中汲取灵感”，制作了这双鞋。

## 2011年版
2011年9月8日，eBay上拍卖了有限的1500双，所有收益都捐献给迈克尔·J·福克斯帕金森病研究基金会。这双鞋现在的在线销售额在10600美元到15900美元之间（2021年以来最新的 Stock X 销售额）。另外十双装在展示盒中，由耐克在世界各地的现场拍卖中独家销售，共计发售了1510双。 

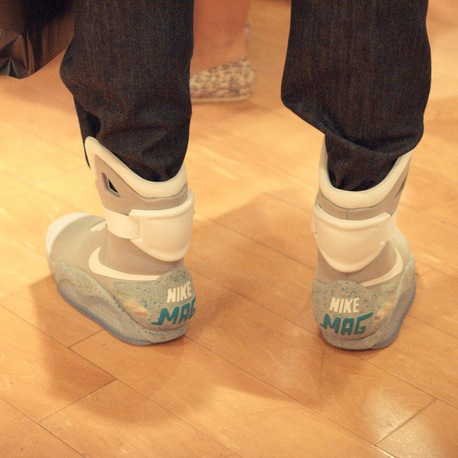
2011年耐克Mag鞋